# Anna Dorotea Wessman
Anna Dorotea Wessman, född 1717, förmodligen i Stockholm, död 1787, var en svensk författare, främst känd för en självbiografi om sitt herrnhutiskt präglade liv. Självbiografin tecknades ner två år före hennes död, då hon var allvarligt sjuk. I självbiografin skildrar hon sitt liv som fyllt av lidande, och en stark ångest inför tanken på domen.
Wessmans far var vintapparen Nils Christian Gnosspelius, och hennes mor var Maria Elsabet Hartman. 21 år gammal gifte hon sig med en perukmakare, som dog 10 år senare. Hon gifte om sig med perukmakarlärlingen Peter Wessman. De fick sju barn. De flesta av barnen dog tidigt.